# Boxe nos Jogos Pan-Americanos de 2019 - Peso médio
A categoria até 75 kg ou médio do boxe nos Jogos Pan-Americanos de 2019, foi disputada entre 29 e 2 de agosto na Villa Desportiva Regional de Callao, no Coliseu Miguel Grau.

## Calendário
Horário local (UTC-5).
| Data        | Horário | Fase             |
| ----------- | ------- | ---------------- |
| 29 de julho | 18:30   | Quartas-de-final |
| 30 de julho | 18:30   | Semifinal        |
| 2 de agosto | 19:00   | Final            |

## Medalhistas
| Ouro   | CUB Arlen López                   |
| Prata  | BRA Hebert Conceição              |
| Bronze | NCA Lesther Espino USA Troy Isley |

## Resultados
Os resultados foram os seguintes. 

### Chave
|  | Quartas de final     | Quartas de final     | Quartas de final |  |  | Semifinal            | Semifinal            | Semifinal            |   |                 | Final           | Final | Final |
|  |                      |                      |                  |  |  |                      |                      |                      |   |                 |                 |       |       |
|  | CUB Arlen López      | CUB Arlen López      | 4                |  |  |                      |                      |                      |   |                 |                 |       |       |
|  | DOM Euri Cedeno      | DOM Euri Cedeno      | 1                |  |  | CUB Arlen López      | CUB Arlen López      | 5                    |   |                 |                 |       |       |
|  | NCA Lesther Espino   | NCA Lesther Espino   | RSC              |  |  | NCA Lesther Espino   | NCA Lesther Espino   | 0                    |   |                 |                 |       |       |
|  | TRI Aaron Prince     | TRI Aaron Prince     |                  |  |  |                      |                      |                      |   | CUB Arlen López | CUB Arlen López | 5     |       |
|  | BRA Hebert Conceição | BRA Hebert Conceição | 3                |  |  |                      | BRA Hebert Conceição | BRA Hebert Conceição | 0 |                 |                 |       |       |
|  | ARG Francisco Verón  | ARG Francisco Verón  | 2                |  |  | BRA Hebert Conceição | BRA Hebert Conceição | 4                    |   |                 |                 |       |       |
|  | COL Jorge Vivas      | COL Jorge Vivas      | 2                |  |  | USA Troy Isley       | USA Troy Isley       | 1                    |   |                 |                 |       |       |
|  | USA Troy Isley       | USA Troy Isley       | 3                |  |  |                      |                      |                      |   |                 |                 |       |       |
|  |                      |                      |                  |  |  |                      |                      |                      |   |                 |                 |       |       |
|  |                      |                      |                  |  |  |                      |                      |                      |   |                 |                 |       |       |